# José Ildefonso da Silva

Fazendeiros de Piranga, no começo do século XX. Ao centro, em destaque, é possível ver Coronel José Ildefonso da Silva.

José Ildefonso da Silva (Piranga, 29 de junho de 1862 - Piranga, 5 de março de 1941) foi um coronel e político da Primeira República.

## Biografia

### Primeiros anos e formação
Teria nascido em 29 de junho de 1862, em uma fazenda na região do Mata Onça, no município de Piranga. Era filho de José Amaro Ferreira Maciel e de Antônia Carneiro Vidigal. Ainda criança foi estudar no Seminário do Caraça, em Catas Altas. Regressou para Piranga, onde tornou-se comerciante e o mais importante fazendeiro da região, tendo assumido as fazendas de seu pai. Foi casado com Regina de Aguiar, com quem teve 15 filhos, entre eles Dr. Solon Ildefonso da Silva, prefeito de Piranga.

### Política piranguense
Ingressou na vida política piranguense como vereador, sendo posteriormente presidente da Câmara Municipal, cargo semelhante ao de prefeito. Durante seu mandato, em 1912, foi construido o primeiro grupo escolar do munícipio, a atual Escola Estadual Coronel José Ildefonso, nome em sua homenagem. Também doou considerável área de suas propriedades para construção de casas para pessoas carentes, na região hoje compreendida como Vila do Carmo.
Teria governado de 1912 a 1919, o declínio de seu poder deveu-se a gripe espanhola, que dizimou parte da população piranguense e levou-o a uma crise econômica e política.